# 工头
工头又稱包工頭，是指在承包商承包的某项工程中負責整体建筑施工的工人或技术人员。通常工头是由有多年经验和专业知识的高級建築工人擔任。工头一般會对其下屬员工进行培训，以确保工人們能熟練使用设备。